# Hunter (Misuri)
Hunter es un lugar designado por el censo ubicado en el condado de Carter en el estado estadounidense de Misuri. En el Censo de 2010 tenía una población de 168 habitantes y una densidad poblacional de 17,84 personas por km².

## Geografía
Hunter se encuentra ubicado en las coordenadas 36°52′55″N 90°50′52″O / 36.88194, -90.84778. Según la Oficina del Censo de los Estados Unidos, Hunter tiene una superficie total de 9.42 km², de la cual 9.42 km² corresponden a tierra firme y (0%) 0 km² es agua.

## Demografía
Según el censo de 2010, había 168 personas residiendo en Hunter. La densidad de población era de 17,84 hab./km². De los 168 habitantes, Hunter estaba compuesto por el 97.62% blancos, el 0% eran afroamericanos, el 0% eran amerindios, el 0% eran asiáticos, el 0% eran isleños del Pacífico, el 0% eran de otras razas y el 2.38% pertenecían a dos o más razas. Del total de la población el 0.6% eran hispanos o latinos de cualquier raza.